# Lijst van administratieve eenheden in Đắk Nông
Deze lijst bevat een overzicht van administratieve eenheden in Đắk Nông (Vietnam).
De provincie Đắk Nông ligt in de Centrale Hooglanden Vietnam dat ook wel Tây Nguyên wordt genoemd. De oppervlakte van de provincie bedraagt 6516,9 km² en telt ruim 421.600 inwoners. Đắk Nông is onderverdeeld in één thị xã en zeven huyện.

## Thị xã

### Thị xãGia Nghĩa
- Phường Nghĩa Đức
- Phường Nghĩa Phú
- Phường Nghĩa Tân
- Phường Nghĩa Thành
- Phường Nghĩa Trung
- Xã Đắk Nia
- Xã Đắk R'Moan
- Xã Quảng Thành

## Huyện

### HuyệnCư Jút
- Thị trấn Ea T'ling
- Xã Cư KNia
- Xã Đắk Drông
- Xã Đắk Wil
- Xã Ea Pô
- Xã Nam Dong
- Xã Nam Thắng
- Xã Trúc Sơn

### HuyệnĐắk Glong
- Thị trấn Quảng Khê
- Xã Đắk R'Măng
- Xã Đắk PLao
- Xã Đắk Som
- Xã Thị tứ Quảng Sơn
- Xã Quảng Hòa
- Xã Đắk Ha

### HuyệnĐắk Mil
- Thị trấn Đắk Mil
- Xã Đắk Gằn
- Xã Đắk Lao
- Xã Đắk N'Drót
- Xã Đắk RLa
- Xã Đắk Sắk
- Xã Đức Mạnh
- Xã Đức Minh
- Xã Long Sơn
- Xã Thuận An

### HuyệnĐắk R'Lấp
- Thị trấn Kiến Đức
- Xã Đắk Wer
- Xã Nhân Đạo
- Xã Nhân Cơ
- Xã Đạo Nghĩa
- Xã Nghĩa Thắng
- Xã Kiến Thành
- Xã Quảng Tín
- Xã Đắk Sin
- Xã Đắk Ru

### HuyệnĐắk Song
- Thị trấn Đức An
- Xã Đắk Hòa
- Xã Đắk Môl
- Xã Đắk N'Drung
- Xã Nam Bình
- Xã Nâm N'Jang
- Xã Thuận Hà
- Xã Thuận Hạnh
- Xã Trường Xuân

### HuyệnKrông Nô
- Thị trấn Đắk Mâm
- Xã Buôn Choah
- Xã Đắk Rô
- Xã Đắk Nang
- Xã Đắk Sôr
- Xã Đức Xuyên
- Xã Nam Đà
- Xã Nâm N'Đir
- Xã Nam Nung
- Xã Nam Xuân
- Xã Quảng Phú
- Xã Tân Thành

### HuyệnTuy Đức
- Xã Đắk Búk So
- Xã Đắk Ngo
- Xã Đắk R'Tih
- Xã Quảng Tâm
- Xã Quảng Tân
- Xã Quảng Trực